# 79a Mostra Internacional de Cinema de Venècia
La 79a Mostra Internacional de Cinema de Venècia va tenir lloc entre el 31 d’agost i el 10 de setembre de 2022, dirigida per Alberto Barbera i organitzada per la Biennal presidida per Roberto Cicutto.

## Jurats
Secció oficial (Venezia 79)
- Julianne Moore, actriu i escriptora estatunidenca (Presidenta del Jurat)[4]
- Mariano Cohn, director, guionista i productor argentí[4]
- Leonardo Di Costanzo, director i guionista italià[4]
- Audrey Diwan, directora i guionista francesa[4]
- Leila Hatami, actriu iraniana[4]
- Kazuo Ishiguro, novel·lista i guionista[4]
- Rodrigo Sorogoyen, director i guionista espanyol[4]

Horitzons (Orizonti)
- Isabel Coixet (Presidenta del Jurat)[5]
- Laura Bispuri[5]
- Antonio Campos[5]
- Sofia Djama[5]
- Édouard Waintrop[5]

Premi Luigi de Laurentiis
- Michelangelo Frammartino (Jury President)[5]
- Jan P. Matuszyński[5]
- Ana Rocha de Sousa[5]
- Tessa Thompson[5]
- Rosalie Varda[5]

## Selecció oficial

### En competició
Les següents pel·lícules foren seleccionades per formar part de la competició oficial:
| Títol original                                | Director(s)                 | País de producció                 |
| --------------------------------------------- | --------------------------- | --------------------------------- |
| All the Beauty and the Bloodshed              | Laura Poitras               | Estats Units                      |
| Argentina, 1985                               | Santiago Mitre              | Argentina, Estats Units           |
| Athena                                        | Romain Gavras               | França                            |
| The Banshees of Inisherin                     | Martin McDonagh             | Irlanda, Regne Unit, Estats Units |
| Bardo, Falsa Crónica De Unas Cuantas Verdades | Alejandro González Iñárritu | Mèxic                             |
| Shab, Dakheli, Divar شب، داخلی، دیوار         | Vahid Jalilvand             | Iran                              |
| Blonde                                        | Andrew Dominik              | Estats Units                      |
| Bones & All                                   | Luca Guadagnino             | Itàlia, Estats Units              |
| Chiara                                        | Susanna Nicchiarelli        | Bèlgica, Itàlia                   |
| Un Couple                                     | Frederick Wiseman           | França, Estats Units              |
| The Eternal Daughter                          | Joanna Hogg                 | Regne Unit, Estats Units          |
| Il signore delle formiche                     | Gianni Amelio               | Itàlia                            |
| L'immensitÀ                                   | Emanuele Crialese           | França, Itàlia                    |
| Rabu Raifu ラブライフ                         | Kōji Fukada                 | Japó, França                      |
| Monica                                        | Andrea Pallaoro             | Itàlia, Estats Units              |
| Khers Nist خرس نیست                           | Jafar Panahi                | Iran                              |
| Les Enfants des Autres                        | Rebecca Zlotowski           | França                            |
| Les Miens                                     | Roschdy Zem                 | França                            |
| Saint Omer                                    | Alice Diop                  | França                            |
| The Son                                       | Florian Zeller              | Regne Unit, Estats Units          |
| Tár                                           | Todd Field                  | Alemanya, Estats Units            |
| The Whale                                     | Darren Aronofsky            | Estats Units                      |
| White Noise (pel·lícula d'apertura)           | Noah Baumbach               | Regne Unit, Estats Units          |

Títol il·luminat indica guanyador del Lleó d'Or.

### Fora de competició
Les següents pel·lícules foren seleccionades per ser projectades fora de competició:
| Ficció                                       | Ficció                              | Ficció                                 |
| Títol original                               | Director(s)                         | País de producció                      |
| -------------------------------------------- | ----------------------------------- | -------------------------------------- |
| Kõne taevast                                 | Kim Ki-duk                          | Estònia, Lituània, Kirguizstan         |
| Dead for a Dollar                            | Walter Hill                         | Estats Units                           |
| Don't Worry Darling                          | Olivia Wilde                        | Estats Units                           |
| Dreamin' Wild                                | Bill Pohlad                         | Estats Units                           |
| Siccità                                      | Paolo Virzì                         | Itàlia                                 |
| The Hanging Sun (pel·lícula de clausura)     | Francesco Carrozzini                | Itàlia                                 |
| Living                                       | Oliver Hermanus                     | Regne Unit                             |
| Master Gardener                              | Paul Schrader                       | Estats Units                           |
| Pearl                                        | Ti West                             | Estats Units                           |
| Kapag Wala Nang Mga Alon                     | Lav Diaz                            | Filipines, França, Portugal, Dinamarca |
| No ficció                                    |                                     |                                        |
| Títol original                               | Director(s)                         | País de producció                      |
| Bobi Wine Ghetto President                   | Christopher Sharp, Moses Bwayo      | Uganda, Regne Unit, Estats Units       |
| A Compassionate Spy                          | Steve James                         | Estats Units                           |
| Freedom On Fire: Ukraine’s Fight For Freedom | Evgeny Afineevsky                   | Ucraïna, Regne Unit, Estats Units      |
| Gli Ultimi Giorni Dell’Umanita               | Enrico Ghezzi, Alessandro Gagliardo | Itàlia                                 |
| In Viaggio                                   | Gianfranco Rosi                     | Itàlia                                 |
| The Kiev Trial                               | Serguí Loznítsia                    | Països Baixos, Ucraïna                 |
| The Matchmaker                               | Benedetta Argentieri                | Itàlia                                 |
| Music For Black Pigeons                      | Jørgen Leth, Andreas Koefoed        | Dinamarca                              |
| Nuclear                                      | Oliver Stone                        | Estats Units                           |
| Sèries                                       |                                     |                                        |
| Títol original                               | Director(s)                         | País de producció                      |
| Copenhagen Cowboy                            | Nicolas Winding Refn                | Dinamarca                              |
| The Kingdom Exodus                           | Lars von Trier                      | Dinamarca                              |

## Horitzons
Les pel·lícules seleccionades per la secció Orizzonti foren::
| En competició                       | En competició              | En competició                                          |
| Títol original                      | Director(s)                | País de producció                                      |
| ----------------------------------- | -------------------------- | ------------------------------------------------------ |
| Princess (pel·lícula d’apertura)    | Roberto De Paolis          | Itàlia                                                 |
| Victim                              | Michal Blasko              | Eslovàquia, Txèquia, Alemanya                          |
| En los márgenes                     | Juan Diego Botto           | Espanya                                                |
| Trenque Lauquen                     | Laura Citarella            | Argentina, Alemanya                                    |
| Vera                                | Tizza Covi, Rainer Frimmel | Àustria                                                |
| Innocence (documental)              | Guy Davidi                 | Dinamarca, Israel, Finlàndia, Islàndia                 |
| Blanquita                           | Fernando Guzzoni           | Xile, Mèxic                                            |
| Pour la France                      | Rachid Hami                | França, Taiwan                                         |
| A Man ある男                        | Key Ishikawa               | Japó                                                   |
| Bread and Salt                      | Damian Kocur               | Polònia                                                |
| Luxembourg, Luxembourg              | Antonio Lukich             | Ucraïna                                                |
| Ti Mangio il Cuore                  | Pippo Mezzapesa            | Itàlia                                                 |
| To The North                        | Mihai Mincan               | Romania, França, Grècia, Bulgària, Txèquia             |
| Autobiography'                      | Makbul Mubarak             | Indonèsia, França, Singapur Filipines, Alemanya, Qatar |
| The Sitting Duck                    | Jean-Paul Salomé           | França                                                 |
| جنگ جهانی سوم (Jange Jahanie Sevom) | Houman Seyyedi             | Iran                                                   |
| The Happiest Man in the World       | Teona Strugar Mitevska     | Bòsnia i Hercegovina, Bèlgica, Dinamarca               |
| The Bride                           | Sergio Trefaut             | Portugal                                               |

| Orizzonti Extra            | Orizzonti Extra          | Orizzonti Extra   |
| Títol original             | Director(s)              | País de producció |
| -------------------------- | ------------------------ | ----------------- |
| Origin of Evil             | Sébastien Marnier        |                   |
| Hanging Gardens            | Ahmed Yassin Al Daradji  |                   |
| Amanda                     | Carolina Cavalli         |                   |
| Red Shoes                  | Carlos Eichelmann Kaiser |                   |
| Nezouh                     | Soudade Kaadan           |                   |
| Notte Fantasma             | Fulvio Risuleo           |                   |
| Bi Roya بی رویا            | Arian Vazirdaftari       | Iran              |
| Valeria Is Getting Married | Michael Vinik            |                   |
| Goliath                    | Adilkhan Ierjanov        |                   |

## Seccions autònomes

### Setmana Internacional de la Crítica
Les pel·lícules seleccionades per ser projectades en la 37a Setmana Internacional de la Crítica foren:
| En competició                                           | En competició                 | En competició     |
| Títol original                                          | Director(s)                   | País de producció |
| ------------------------------------------------------- | ----------------------------- | ----------------- |
| Anhell69                                                | Theo Montoya                  | Colòmbia          |
| Tant que le soleil frappe                               | Philippe Petit                | França            |
| Dogborn                                                 | Isabella Carbonell            | Suècia            |
| Eismayer                                                | David Wagner                  | Àustria           |
| Да ли сте видели ову жену? (Da li ste videli ovu ženu?) | Dušan Zorić, Matija Gluščević | Sèrbia, Croàcia   |
| Margini                                                 | Niccolò Falsetti              | Itàlia            |
| Aus meiner Haut                                         | Alex Schaad                   | Alemanya          |

| Esdeveniments especials – Fora de competició | Esdeveniments especials – Fora de competició | Esdeveniments especials – Fora de competició |
| Títol original                               | Director(s)                                  | País de producció                            |
| -------------------------------------------- | -------------------------------------------- | -------------------------------------------- |
| Three Nights A Week (apertura)               | Florent Gouelou                              | França                                       |
| Blood                                        | Pedro Costa                                  | Portugal                                     |
| Queens (clausura)                            | Yasmine Benkiran                             | Marroc                                       |

| SIC@SIC Short Italian Cinema | SIC@SIC Short Italian Cinema | SIC@SIC Short Italian Cinema  |
| Títol original               | Director(s)                  | País de producció             |
| ---------------------------- | ---------------------------- | ----------------------------- |
| Albertine Where Are You?     | Maria Guidone                | Itàlia                        |
| Come le lumache              | Margherita Panizon           | Itàlia                        |
| Nostos                       | Mauro Zingarelli             | Itàlia                        |
| Puiet                        | Lorenzo Fabbro, Bronte Stahl | Itàlia, Estats Units, Romania |
| Reginetta                    | Federico Russotto            | Itàlia                        |
| Resti                        | Federico Fadiga              | Itàlia                        |
| La stanza lucida             | Chiara Caterina              | Itàlia                        |

### Giornate Degli Autori
| En competició                              | En competició                    | En competició                                  |
| Títol original                             | Director(s)                      | País de producció                              |
| ------------------------------------------ | -------------------------------- | ---------------------------------------------- |
| Bentu                                      | Salvatore Mereu                  | Itàlia                                         |
| Ordinary Failures                          | Cristina Grosan                  | Txèquia, Hongria, Itàlia, Eslovàquia           |
| Blue Jean                                  | Georgia Oakley                   | Regne Unit                                     |
| Dirty, Difficult, Dangerous (opening film) | Wissam Charaf                    | França, Itàlia, Líban                          |
| The Last Queen                             | Adila Bendimerad, Damien Ounouri | Algèria, França, Aràbia Saudita, Qatar, Taiwan |
| The Damned Don’t Cry (Working Title)       | Fyzal Boulifa                    | França, Bèlgica, Marroc                        |
| Wolf And Dog                               | Cláudia Varejão                  | Portugal, França                               |
| Padre Pio                                  | Abel Ferrara                     | Itàlia, Alemanya, Regne Unit                   |
| Stonewalling                               | Huang Ji, Otsuka Ryuji           | Japó                                           |
| The Maiden                                 | Graham Foy                       | Canadà, Estats Units                           |

| Esdeveniments especials – Fora de competició | Esdeveniments especials – Fora de competició | Esdeveniments especials – Fora de competició |
| Títol original                               | Director(s)                                  | País de producció                            |
| -------------------------------------------- | -------------------------------------------- | -------------------------------------------- |
| Olimpia’s Way                                | Corrado Ceron                                | Itàlia                                       |
| تنها (Tanha)                                 | Jafar Najafi                                 | Iran                                         |
| We’re Here to Try                            | Greta De Lazzaris, Jacopo Quadri             | Itàlia                                       |
| Casa Susanna                                 | Sebastien Lifshitz                           | Itàlia                                       |
| March on Rome                                | Mark Cousins                                 | Itàlia                                       |
| The Listener (clausura)                      | Steve Buscemi                                | Estats Units                                 |
| Venice Nights                                |                                              |                                              |
| Land of Upright People                       | Christian Carmosino Mereu                    | Itàlia                                       |
| Kristos, The Last Child                      | Giulia Amati                                 | Itàlia                                       |
| The Crown Shyness                            | Valentina Bertani                            | Itàlia                                       |
| Las Leonas                                   | Isabel Achával, Chiara Biondi                | Itàlia                                       |
| Le Favolose                                  | Roberta Torre                                | Itàlia                                       |
| Pablo From Neanderthal                       | Antonello Matarazzo                          | Itàlia                                       |
| Se Fate I Bravi                              | Stefano Collizzoli, Daniele Gaglianone       | Itàlia                                       |
| The Bone Breakers                            | Vincenzo Pirrotta                            | Itàlia                                       |
| An Invisible Enemy                           | Riccardo Campagna, Federico Savonitto        | Itàlia                                       |
| Women's Tales Project                        |                                              |                                              |
| Carta a mi madre para mi hijo                | Carla Simón                                  | Itàlia                                       |
| House Comes With a Bird                      | Janicza Bravo                                | Itàlia                                       |

## Premis

### Selecció oficial
A la 79a edició es van lliurar els següents premis oficials::
En Competició
- Lleó d'Or: All the Beauty and the Bloodshed de Laura Poitras
- Gran Premi del Jurat: Saint Omer d'Alice Diop
- Lleó d'Argent: Bones & All de Luca Guadagnino
- Copa Volpi per la millor interpretació femenina: Cate Blanchett per Tár
- Copa Volpi per la millor interpretació masculina: Colin Farrell per The Banshees of Inisherin
- Osella d'Or al millor guió: The Banshees of Inisherin de Martin McDonagh
- Premi Especial del Jurat: Khers Nist de Jafar Panahi
- Premi Marcello Mastroianni: Taylor Russell per Bones & All

Horitzons (Orizzonti)
- Millor pel·lícula: Jange Jahanie Sevom de Houman Seyyedi
- Millor director: Vera de Tizza Covi i Rainer Frimmel
- Premi especial del jurat: Bread and Salt de Damian Kocur
- Millor actriu: Vera Gemma per Vera
- Millor actor: Mohsen Tanabandeh for Jange Jahanie Sevom
- Millor guió: Blanquita de Fernando Guzzoni
- Millor curtmetratge: Snow In September de Lkhagvadulam Purev-Ochir

Horizons Extra
- Premi de l'Audiència: Nezouh de Soudade Kaadan

Lleó del Futur
- Premi Luigi De Laurentiis a la pel·lícula de debut: Saint Omer d'Alice Diop

Venècia Immersiva
- Millor experiència: The Man Who Couldn't Leave de Chen Singing
- Gran Premi del Jurat: From the Main Square de Pedro Harres
- Premi del Jurat: Eggscape de German Heller

### Seccions autònomes
Es van concedir els següents premis col·laterals a pel·lícules de les seccions autonòmiques:
- Gran Premi: Eismayer de David Wagner
  - Menció especial del jurat: Anhell69 de Theo Montoya
- Premi del Públic del Cineclub: Margini de Niccolò Falsetti
- Premi Verona Film Club: Anhell69 de Theo Montoya
- Mario Serandrei: Anhell69 de Theo Montoya
- Millor curtmetratge: Sapling de Lorenzo Fabbro i Bronte Stahl
- Millor director: Albertine Where Are You? de Maria Guidone
- Millor contribució tècnica: Reginetta de Federico Russotto

### Altrs premis col·laterals
Els següents premis col·laterals es van atorgar a les pel·lícules de la selecció oficial:
- Premi ARCA CinemaGiovani
  - Millor pel·lícula de Venezia 79: Athena de Romain Gavras
  - Millor pel·lícula italiana a Venècia: Monica d'Andrea Pallaoro
- Premi Autors menors de 40 anys
  - Millor direcció: Dogborn d'Isabella Carbonell
  - Millor direcció: Ordinary Failures de Cristina Grosan
    - Menció especial: The Last Queen d'Adila Bendimerad i Damien Ounouri
    - Menció especial: Have You Seen This Woman? de Dušan Zorić i Matija Gluščević
    - Menció especial: Blue Jean de Georgia Oakley
- Premi Brain: Lord of the Ants de Gianni Amelio
- Premi Casa Wabi – Mantarraya: Saint Omer d'Alice Diop
  - CICT - Premi "Enrico Fulchignoni" de la UNESCO: Nuclear per Oliver Stone
- Premi Cinema i Arts
  - Golden Musa: Music for Black Pigeons de Jørgen Leth i Andreas Koefoed
  - Golden Musa: Saint Omer d'Alice Diop
- Premi CinemaSarà: The Whale de Darren Aronofsky
  - Menció especial: Khers Nist de Jafar Panahi
- Premi Edipo Re: Saint Omer d'Alice Diop
- Premio Fondazione Fai Persona Lavoro Ambiente: The Sitting Duck de Jean-Paul Salomé
  - Menció especial: Princess de Roberto De Paolis (tractament de temes relacionats amb el medi ambient)
  - Menció especial: Hanging Gardens d'Ahmed Yassin Al Daradji (tractament de temes relacionats amb el treball)
- Premi Fanheart3
  - Graffetta d'Oro a la millor pel·lícula: [[[Don't Worry Darling]] d'Olivia Wilde
  - Nave d'Argento a la millor OTP: als personatges Charles Eismayer i Mario Falak a Eismayer de David Wagner
  - XR Fan Experience: Lustration de Ryan Griffen
  - Menció especial XR: Fight Back de Celine Tricart
- Premi FEDIC: Gli ultimi giorni dell'umanità d'Enrico Ghezzi i Alessandro Gagliardo
  - Menció especial a la millor pel·lícula: Ti mangio il cuore de Pippo Mezzapesa
  - Menció especial al millor curtmetratge: Albertine Where Are You? de Maria Guidone
- Premis FIPRESCI:
  - Millor pel·lícula (competició principal): Argentina, 1985 de Santiago Mitre
  - Millor pel·lícula (altres seccions): Autobiography de Makbul Mubarak
- Premi Francesco Pasinetti: Dry de Paolo Virzì
- Europa Cinemas Label Award: Dirty, Difficult, Dangerous de Wissam Charaf
- Premi GdA Director: Wolf and Dog de Cláudia Varejão
- People Choice's Award (Giornate degli Autori): Blue Jean de Georgia Oakley
- Premi BNL Gruppo BNP Paribas People's Choice (Giornate degli Autori): The Maiden de Graham Foy
- Premi Green Drop: White Noise de Noah Baumbach
  - Menció especial: Dry de Paolo Virzì
- 10è Premi INTERFILM per a la promoció del diàleg interreligiós: The Whale de Darren Aronofsky
- Premi Lanterna Magica: Nezouh de Soudade Kaadan
- Premi Leoncino d'Oro: The Whale de Darren Aronofsky
  - Cinema per a UNICEF: Athena de Romain Gavras
- Premi Lizzani: Chiara de Susanna Nicchiarelli
  - Menció especial: A Guerra Finita de Simone Massi
- PREMI TALENT NUOVOIMAIE 
  - Millor actor jove novell: Leonardo Maltese per Lord of the Ants
  - Millor actriu jove novell: Margherita Mazzucco per Chiara
- Premi La Pellicola d'Oro 
  - Millor direcció de producció: Barbara Busso per Lord of the Ants
  - Millor direcció de càmera: Cesare Pascarella per Lord of the Ants
  - Millor disseny de vestuari: Laura Montaldi per Chiara
- Lleó Queer: Skin Deep d'Alex Schaad
- RB Casting Award: Leonardo Maltese per Lord of the Ants
- Premi SIGNIS: Chiara de Susanna Nicchiarelli
  - Menció especial: Argentina, 1985 de Santiago Mitre
- Premi Smithers Foundation "Ambaixador de l'esperança": All the Beauty and the Bloodshed de Laura Poitras
- “Premi Sorriso Diverso Venezia” XI edició
  - Millor pel·lícula italiana: Chiara de Susanna Nicchiarelli
  - Millor pel·lícula estrangera: The Whale de Darren Aronofsky
- Premi Soundtrack Stars Award
  - Millor banda sonora: Dry, banda sonora de Franco Piersanti
  - Premi a l'èxit de tota la vida: Stefano Bollani
    - Menció especial: Sergio Leone - L'italiano che inventò l'America, banda sonora de Rodrigo D'Erasmo
- Premi UNIMED: Bardo (or False Chronicle of a Handful of Truths) d'Alejandro González Iñárritu

## Premis especials
- Lleó d'Or a la carrera: Paul Schrader[12]i Catherine Deneuve[13]